# 吾丘寿王
吾丘 寿王（ごきゅう じゅおう、生没年不詳）は、前漢の人。字は子贛。趙国の人。漢の武帝の側近。

## 略歴
若くして格五というゲームが得意であったことから召し出されて武帝の命を待つ身となった。武帝から中大夫董仲舒より『春秋』を学ぶよう命じられ、『春秋』に通じるようになった。
侍中中郎となったが法に触れて罷免された。その後、上書して謝罪し、皇帝の馬の世話や辺境の防衛の任に就きたいと申し出たが却下された。更に匈奴を攻めたいと申し出て武帝より質問を受け、その答えが気に入られて再び郎となった。
その後、東郡に盗賊が起こると、吾丘寿王が東郡都尉となり、太守は置かれずに彼が職務を兼ねた。しかし治績が上がらなかったため、武帝はじきじきに盗賊の横行を責め、吾丘寿王は弁明した。
その後、召し出されて光禄大夫侍中となった。丞相公孫弘が盗賊の取り締まりのために民が弓や弩を持つ事を禁止することを提案し、武帝が臣下に議論させた。吾丘寿王は盗賊が多いのは二千石の罪であって弓や弩の問題ではないこと、大射の礼は天子から庶民にまで共通するものなので、禁止しては礼が廃れることを理由に挙げて反対した。武帝はこの意見を元に公孫弘を責め、公孫弘は屈服した。
汾陰で宝鼎が見つかった。武帝はこれを宗廟に供え、甘泉宮に所蔵した。臣下は「陛下は周の鼎を得られました」と述べたが、吾丘寿王だけは「これは周の鼎ではありません」と言った。武帝が理由を尋ねると、吾丘寿王は「周の鼎は周の徳に天が応じて出現したものです。このたびの鼎は漢の徳に応じて現れたものですから、漢の鼎と呼ぶべきもので、周の鼎ではありません」と答え、武帝は「よろしい」と言った。この日、吾丘寿王には黄金10斤が下賜された。
吾丘寿王はその後、事件に連座して誅殺された。